# Arenaria rivularis
Arenaria rivularis är en nejlikväxtart som beskrevs av Rodolfo Amando Philippi. Arenaria rivularis ingår i släktet narvar, och familjen nejlikväxter. Inga underarter finns listade i Catalogue of Life.